# Beatmania IIDX
 (décembre 2014).
Si vous disposez d'ouvrages ou d'articles de référence ou si vous connaissez des sites web de qualité traitant du thème abordé ici, merci de compléter l'article en donnant les références utiles à sa vérifiabilité et en les liant à la section « Notes et références ».
Beatmania IIDX (ビートマニア ツーディーエックス, Bītomania Tsūdiekkusu) ou l'abréviation IIDX (prononcé 2DX) est une série de jeux de rythme sur bornes d'arcade, créée et maintenue par Bemani, une division de Konami. La première version d'arcade est sortie le 26 février 1999 et la plus récente le 9 octobre 2024.
La série compte à ce jour 32 opus sortis en version arcade, 14 adaptations sur console de salon et 1 adaptation sur PC.

## Jeu

### Gameplay de base
beatmania IIDX se présente comme un jeu de simulation de DJ, utilisant une réplique de disque vinyle et 7 boutons principaux disposés de manière à rappeler la disposition d'un piano. Le joueur doit appuyer sur les différents boutons et tourner le disque lorsque les notes qui défilent de haut en bas dans la zone de jeu croisent la « barre de jugement » en bas de la zone (dite Judgement line). Jouer les notes au bon moment augmente la barre de vie du joueur (dite Groove gauge). Plus le timing est précis, plus la barre augmente rapidement ; au contraire, appuyer trop tôt ou trop tard ou appuyer sur un mauvais bouton la fait baisser. Pour réussir une musique (un Clear), le joueur doit faire en sorte que sa barre de vie soit au moins à 80% à la fin de celle-ci, et ce, peu importe le nombre d'erreurs commises pendant la partie. Les règles de réussite peuvent changer selon le modificateur appliqué. En plus du Clear le joueur se voit attribuer en fin de musique un score allant de F à AAA selon sa précision.

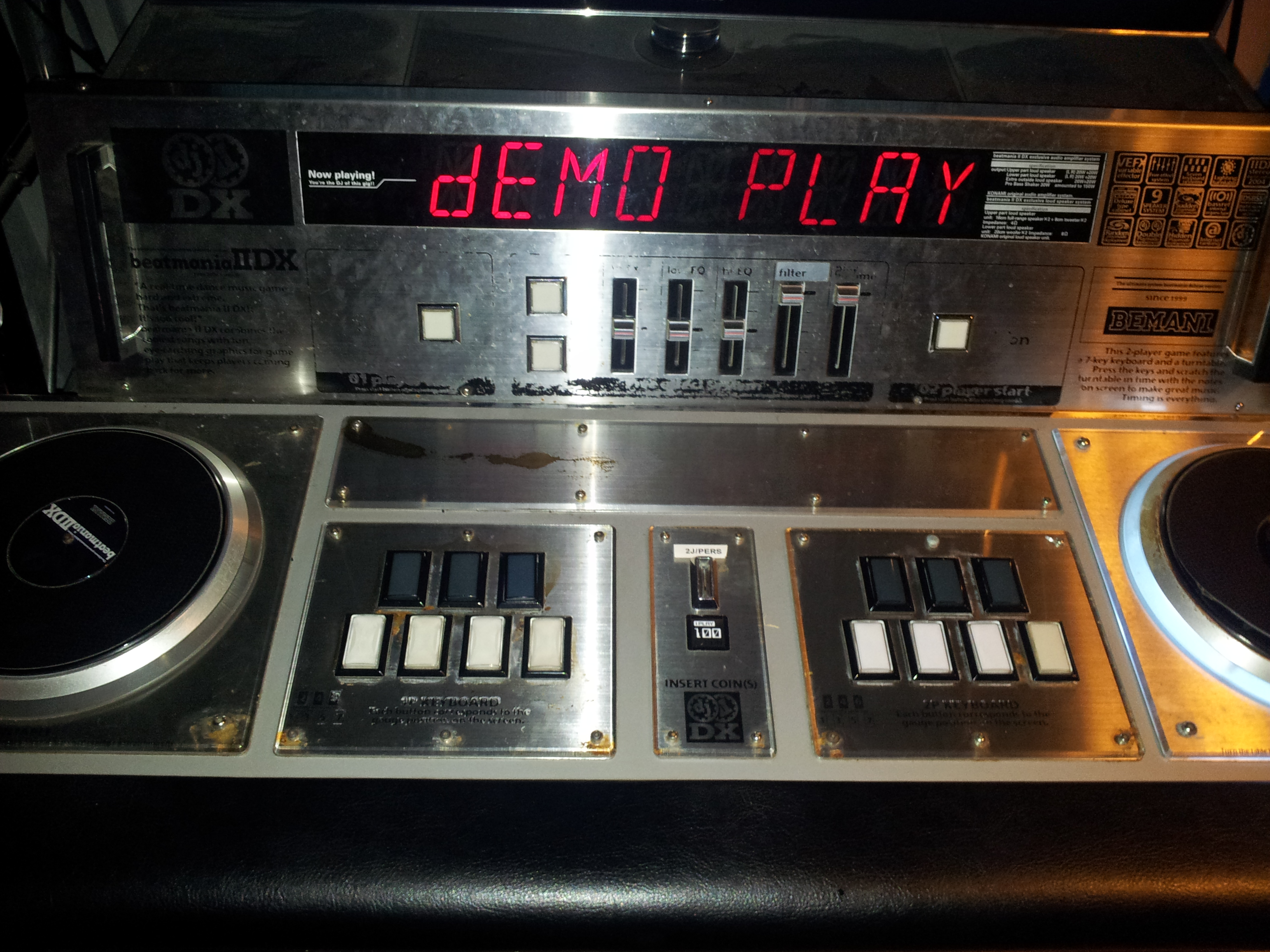
Les boutons joueur 1 et joueur 2 de la machine d'arcade, ainsi que les boutons effecteurs.

### Les différents modes de jeu (version d'arcade)
Un ou deux joueurs peuvent mettre un crédit dans la machine. Si deux joueurs appuient sur le bouton start qui leur est assigné lors de l'écran de début de crédit, les deux joueurs pourront jouer l'un contre l'autre. Si un seul joueur met un crédit dans la machine, le joueur doit décider s'il veut jouer à l'aide de 1 disque vinyle et de 7 boutons (mode appelé single play ou SP par le jeu) ou s'il veut jouer à l'aide de 2 disques vinyle et de 14 boutons (double play) utilisant ainsi les boutons attribués au joueur 1 et au joueur 2 en même temps.
- Step up : Mode de jeu progressif restreignant la liste des musiques pour avoisiner un niveau de difficulté précis. Si le joueur n'a encore jamais joué dans ce mode, le jeu proposera alors des musiques très bas niveau. Si le joueur réussi des musiques parmi celles proposées, alors la liste de musiques changera pour des musiques plus haut niveau. Avant Beatmania IIDX: 23 copula c'était le seul moyen de jouer des musiques du niveau débutant (Beginner). Trois musiques sont garanties. Ce mode n'est disponible uniquement si un seul joueur a mis un crédit.
- Standard : Mode de jeu classique, mettant à disposition du joueur l'entièreté des musiques disponibles (à l'exception des musiques à débloquer). Pour chaque crédit, le joueur ne peut sélectionner une musique que de niveau 8 ou moins pour son premier choix, de niveau 10 ou moins pour son deuxième choix, et n'importe quel niveau pour les choix suivants. Cette limite peut être augmentée en passant les différents dan (cf. Class ci-dessous). Si le joueur échoue en jouant une musique de niveau 5 ou plus, alors son crédit sera terminé même s'il lui restait des musiques à jouer. La plupart des machines sont configurées pour permettre aux joueurs de jouer 3 musiques, suivi de jusqu'à deux musiques bonus (respectivement Extra Stage et One More Extra Stage) si des musiques de haut niveau ont été jouées ; cette configuration peut être modifiée par les exploitants de la machine d'arcade et peut donc varier d'une machine à l'autre.
- Expert : Suite de 5 musiques enchaînées à la suite. Les cinq chansons sont regroupées généralement par style, difficulté ou quelquefois par artiste. À l'instar d'une Groove gauge classique, ici le joueur est obligé de jouer avec une Course gauge.
- Class : Mode de jeu permettant au joueur de choisir parmi une liste de niveaux de difficulté présentés comme des grades suivant la même appellation que certains arts martiaux asiatiques (comme le judo) : les grades vont de 7e kyu (七級?) à 1er kyu (一級?), puis de 1er dan (初段?) au 10e dan (十段?) suivi du Chuuden (中伝?) et du Kaiden (皆伝?). Chaque grade est représenté sous forme de course, comme dans le mode Expert, le joueur doit jouer plusieurs musiques à la suite avec une Course gauge, ici 4 et non pas 5. Si le joueur gagne alors qu'il joue avec un compte e-Amusement, le grade qu'il a obtenu sera enregistré sur son profil. En plus de servir d'échelle qui indique le niveau du joueur, avoir un grade plus élevé permet de choisir des musiques au-dessus de la limite de 8 ou moins et 10 ou moins respectivement pour la première et seconde musique du mode Standard.
- Free : Mode de jeu dit libre. Comme dans le mode Standard, le joueur peut sélectionner une musique parmi toutes celles du jeu, mais cette fois-ci sans se soucier de la limitation de niveau, toutes les difficultés étant jouables dès la première musique. Son crédit ne sera également pas terminé même s'il échoue une musique de niveau 5 ou plus. Néanmoins, le nombre de musiques jouable pour un crédit est diminué à 2. Lorsque deux joueurs ont mis un crédit et jouent l'un contre l'autre, 3 musiques sont jouables au lieu de 2.

### Les différents modificateurs (version d'arcade)
Un modificateur (généralement appelé par son équivalent anglais modifier, ou mod) est, dans la plupart des jeux de rythme une mécanique que l'utilisateur peut activer, désactiver, ou paramétrer. Il s'agit le plus souvent des mécaniques altérant la vitesse de défilement, la taille de la zone de jeu, le comportement de la barre de vie, ou encore le nombre de touches.
| Nom          | Résumé |
| STYLE        | STYLE |
| ------------ | --- |
| Random       | L'ordre des colonnes est aléatoirement permuté au début de la musique (excepté la colonne du disque). Par exemple, les notes attribuées à la touche 1 se verront attribuées à la touche 3 durant la musique uniquement. |
| R-Random     | Les colonnes sont décalés par une valeur aléatoire au début de la musique, le Mirror peut également être attribué aléatoirement par le mod. Exemple si le mod attribue une valeur +2 sans Mirror, une série de notes originellement sur les colonnes 1;3;5;7 deviendra une série 3;5;7;2. Le scratch n'est pas altéré. |
| S-Random     | Chaque note est individuellement attribuée de façon aléatoire à une colonne. Le scratch n'est pas affecté. |
| Mirror       | L'ordre des colonnes est inversé, excepté le scratch. |
| Gauge        | |
| Easy         | La barre de vie diminue moins vite lorsque des erreurs sont commises. Si le joueur réussi la musique le jeu comptera la victoire comme un Easy clear à l'instar d'une victoire normale dite Normal Clear. |
| Hard         | La barre de vie diminue plus vite lorsque des erreurs sont commises. Elle peut atteindre 0% et la musique sera alors terminée directement sans arriver jusqu'à la fin. Néanmoins, le joueur n'a pas besoin de dépasser un seuil pour gagner, il suffit d'arriver à la fin de la musique sans avoir atteint 0%. Si le joueur réussit la musique le jeu comptera la victoire comme un Hard Clear à l'instar d'une victoire normale dite Normal Clear. |
| Ex Hard      | Similaire au Hard à l'excepté que la barre de vie descend encore plus vite lorsque des erreurs sont commises. Si le joueur réussit la musique le jeu comptera la victoire comme un Ex Hard Clear à l'instar d'une victoire normale dite Normal Clear. |
| ASSIST       | |
| Auto Scratch | Les notes attribués au disque vinyle sont joués automatiquement par le jeu. Si le joueur réussit la musique le jeu comptera la victoire comme un Assist Clear à l'instar d'une victoire normale dite Normal Clear. |
| 5Keys        | Le gameplay est similaire à celui de beatmania, il faut toujours utiliser un disque vinyle mais cette fois-ci 5 boutons au lieu de 7. Si le joueur réussit la musique le jeu comptera la victoire comme un Assist Clear à l'instar d'une victoire normale dite Normal Clear. Ce mod a été retiré de à partir de la version Rootage. |
| Legacy Note  | Les notes longues sont remplacés par des notes simples. Si le joueur réussit la musique le jeu comptera la victoire comme un Assist Clear à l'instar d'une victoire normale dite Normal Clear. |
| RANGE        | |
| Sudden+      | Un cache apparaît en haut de la zone de jeu, dont la taille est réglable, permettant de réduire la zone de défilement des notes. Généralement utilisé pour ajuster précisément la vitesse et également pour rendre les notes plus lisibles. |
| Hidden+      | Un cache apparaît en bas de la zone de jeu, dont la taille est réglable, cachant ainsi une certaine quantité d'espace au-dessus de la ligne de jugement (Judgement line), rendant ainsi impossible de voir lorsque les notes croisent la ligne de jugement. |
| Lift+        | Un cache apparaît en bas de la zone de jeu, dont la taille est réglable, néanmoins contrairement au Hidden+, la ligne de jugement est également altérée pour être élever au-même niveau que le cache. Fonctionnant ainsi de la même manière que le SUDDEN+ mais avec un cache inférieur et non supérieur. |